# محطة الطاقة الكهرومائية أنتيلوميتا
تقع محطة أنتيلوميتا للطاقة الكهرومائية في البلدية الريفية أنجيفا غارا في منطقة أنالامانغا، مدغشقر. تتكون محطة الطاقة الكهرومائية من جزأين، أنتيلوميتا واحدو اثنان. كلاهما متاخم لبعضهما البعض على شلالات مياه منفصلة على طول نهر إيكوبا. يُسد كل شلال مياه وتحويل المياه إلى محطة توليد الكهرباء؛ يحتوي كل منها على ثلاثة 1.4 ميجاواط (1,900 حصان) مولدات. كُلف أول اثنين في عام 1930، والثاني في عام 1952 والأخيران في عام 1953. تبلغ سعة كلا المرحلتين 8.4 ميجاواط (11,300 حصان). بنيت من قبل شركة فرنسية ولكنها الآن تملكها وتديرها شركة جيراما. ينظم سدا تسيازومبانيري ومانتاسوا المياه في اتجاه محطة الطاقة.
تقع على مسافة 48كم جنوبي شرقي من أنتاناناريفو ، 10كم شرق أنجيفا غارا و 14كيلومتر من Ambohimanambola .